# Инсектопротеины

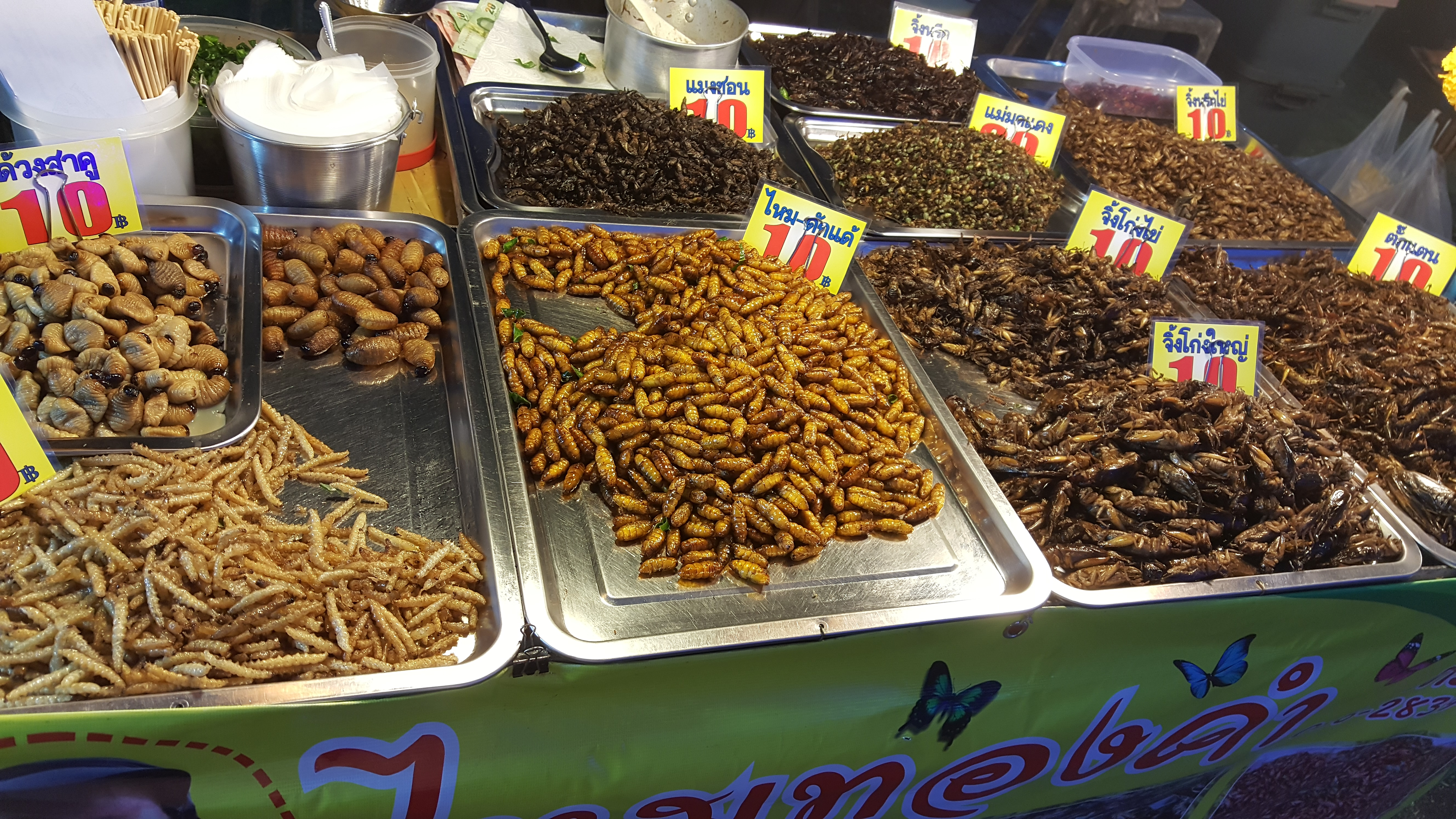
Продукты из насекомых

Инсектопротеины (англ. Insect proteins) — белки, получаемые из различных видов насекомых, которые используются как альтернативный источник белка в животноводстве, аквакультуре и пищевой промышленности. Они характеризуются сбалансированным аминокислотным составом и экологической устойчивостью производства.

## Основные виды насекомых, используемые для получения белка
Черная львинка (лат. Hermetia illucens)
Личинки чёрной львинки — один из наиболее популярных и изученных источников инсектопротеинов. Они содержат до 42-62 % белка и около 35 % жиров. Эти личинки способны перерабатывать органические отходы, превращая их в высококачественный белок и биогумус. Выращивание львинки занимает 14-18 дней, что обеспечивает быстрый цикл производства. Личинки применяются в кормах для птицы, свиней, рыб и домашних животных.
Мучной хрущак (лат.Tenebrio molitor)
Мучной червь содержит около 47 % белка и 43 % жира. Его белок легкоусвояемый и содержит все незаменимые аминокислоты. Черви выращиваются на зерновых отходах и овощах, цикл выращивания — 6-10 недель. Используются в кормах для птицы, свиней и рыб, способствуя ускорению роста и улучшению здоровья животных.
Сверчок домовый (лат. Acheta domesticus) и другие виды сверчков
Сверчки содержат около 65 % белка и богаты витаминами B12, железом, кальцием и клетчаткой. Они легко усваиваются и не содержат глютен, что делает их популярным ингредиентом в спортивном питании и кормовых добавках. Цикл выращивания сверчков — 4-6 недель. Используются в кормах для домашних животных, птицы и аквакультуре.
Саранча перелётная (лат. Locusta migratoria) и другие виды саранчи
Саранча содержит около 60 % белка и богата незаменимыми аминокислотами, жирными кислотами и микроэлементами. Для выращивания требуется поддержание тепла и низкой влажности, цикл — около 8-10 недель. Протеин саранчи используется в кормах для птицы и рыб.
Тутовый шелкопряд (лат. Bombyx mori)
Личинки шелкопряда содержат до 50 % белка и богаты витаминами и минералами. Они выращиваются на листьях шелковицы, цикл — 25-30 дней. Применяются не только в кормовой, но и в косметической и фармацевтической промышленности.
Другие насекомые
Также рассматриваются в качестве источников белка жуки, муравьи, пчелы, осы, термиты, бабочки, мотыльки и тараканы. Их белок обладает разнообразным аминокислотным составом и может использоваться в специализированных кормах и продуктах.

## Преимущества продуктов с использованием инсектопротеинов
В 2013 году Продовольственная и сельскохозяйственная организация ООН (англ. Food and Agriculture Organization, FAO) опубликовала результаты исследований «Съедобные насекомые: перспективы продовольственной и кормовой безопасности», свидетельствующие о выдающихся пищевых качествах представителей этого класса. Показано, что содержание белка в биомассе насекомых может составлять по разным оценкам до 77%, тогда как в говядине  – 19-26%, тилапии – 16-19%, креветках – 13-27%, при этом полноценность белка биомассы насекомых сопоставима с таковой белков животного происхождения, рыбы и морепродуктов . 
Уровни содержания белка у различных видов  насекомых могут варьировать в диапазоне от 28 до 65% сухой биомассы 
| Виды насекомых          | Содержание белка, % |
| ----------------------- | ------------------- |
| Личинка чёрной львинки  | 45                  |
| Личинка мучного хрущака | 47                  |
| Сверчок домашний        | 65                  |
| Саранча                 | 60                  |
| Кузнечики               | 28                  |
| Личинки шелкопряда      | 50                  |

## Экологичность
Использование белков из насекомых — перспективное и устойчивое решение для обеспечения мирового рынка кормовыми и пищевыми белками. Основные виды — чёрная львинка, мучной червь, сверчки, саранча, кузнечики и шелкопряд — уже успешно применяются в промышленности и продолжают расширять свое значение в биотехнологиях и агропромышленном комплексе.
По сравнению с традиционными сельскохозяйственными животными насекомые потребляют намного меньше ресурсов: для производства 1 кг съедобного белка из насекомого требуется в 500 раз меньше воды, в 10 раз меньше земли, чем для выращивания 1 кг говяжьего белка, также насекомые, выделяют значительно меньше парниковых газов, чем большинство животных (в 80 раз меньше метана).

## Мировая индустрия культивирования насекомых и лидеры рынка инсектопротеинов
Индустрия производства белков из насекомых развивается стремительными темпами по всему миру, становясь важным сегментом агробиотехнологий и устойчивого производства кормов и пищевых продуктов. Этот рынок поддерживается растущим спросом на экологичные и эффективные источники белка, а также технологическими инновациями и нормативным одобрением.
По оценкам экспертов, рынок белков животного происхождения достигнет объема около $1,17 млрд в 2024 году и ожидается, что к 2033 году этот показатель превысит $5,5 млрд, демонстрируя ежегодный прирост от 16,9% до 25,3%. Этот стремительный рост обусловлен высокой пищевой ценностью насекомого белка, сопоставимой или превосходящей традиционные виды мяса по содержанию белка, незаменимых аминокислот, витаминов, минералов и полезных жиров, включая омега-3 и омега-6. 
Основные тенденции развития отрасли включают автоматизацию и внедрение технологий искусственного интеллекта в разведение насекомых, разработку передовых методов экстракции и переработки белка, а также создание продуктов питания и кормов на основе насекомых.    Европа сохраняет лидирующие позиции, занимая более 36% мирового дохода в 2023 году, тогда как регион Азиатско-Тихоокеанского региона демонстрирует самые высокие темпы роста вследствие увеличения экспорта и внутреннего спроса.  

## Крупнейшие мировые компании и проекты
- Ynsect (Франция) — один из мировых лидеров в производстве инсектопротеинов, специализируется на выращивании мучного червя (Tenebrio molitor). Компания построила крупные заводы с автоматизированными системами, обеспечивающими высокую производительность и качество продукции. Ynsect поставляет белок для кормов домашних животных, аквакультуры и сельского хозяйства.
- Protix (Нидерланды) — ведущий европейский производитель белка из личинок чёрной львинки (Hermetia illucens). Protix активно внедряет роботизацию и ИИ для оптимизации выращивания насекомых, а также развивает производство биогумуса как побочного продукта. Компания сотрудничает с крупными производителями кормов и пищевых ингредиентов.

Эти предприятия наращивают производственные мощности и технологии. Примером интеграции сектора в массовое производство является сотрудничество Protix с крупной американской корпорацией Tyson Foods.
Мировая отрасль культивирования насекомых находится на пороге значительных изменений, движимых требованиями устойчивого развития, преимуществами питательных свойств продукта, техническими достижениями и поддержкой регулирующих органов. Лидирующие регионы — Европа и Азия, а специализированные компании играют ключевую роль в формировании индустрии будущего.

## Технологические тренды и инновации
Мировые лидеры индустрии внедряют автоматизацию, робототехнику и системы искусственного интеллекта для контроля параметров выращивания (температуры, влажности, кормления), что значительно повышает эффективность и снижает затраты. Например, компании достигают коэффициента конверсии корма (FCR) до 1.25, что значительно превосходит традиционные источники белка.

## Региональные особенности и перспективы
- Азиатско-Тихоокеанский регион — крупнейший потребитель кормов для аквакультуры, на долю которого приходится около 72 % мирового рынка. Здесь активно развиваются производства инсектопротеинов для рыбоводства и животноводства.
- Северная Америка и Европа — регионы с высоким уровнем нормативного одобрения и внедрения инноваций, где инсектопротеины все чаще используются в кормах для домашних животных и сельскохозяйственных животных.[12]
- Россия — рынок находится на стадии активного становления, с перспективными стартапами и поддержкой государства, что позволяет развивать собственное производство и технологии.[13]

## Перспективы рынка
По прогнозам, мировой рынок инсектопротеинов будет расти ежегодно примерно на 17 %, и к 2029 году его объём может превысить 1,8 млрд долларов. Рост обусловлен повышением осведомленности потребителей, одобрением регулирующих органов и расширением ассортимента продуктов на основе насекомых, включая корма для домашних животных и пищевые продукты для человека.